# Anne Michel
Anne Michel, född 30 oktober 1959, död 21 november 2023, var en friidrottare från Belgien. Hon deltog vid olympiska sommarspelen 1980.